# Tommy Thomson
Earl John "Tommy" Thomson, född 15 februari 1895 i Birch Hills i Saskatchewan, död 19 maj 1971 i Oceanside i Kalifornien, var en kanadensisk friidrottare.
Thomson blev olympisk mästare på 110 meter häck vid olympiska sommarspelen 1920 i Antwerpen.